# Hero (Mariah Carey-låt)
Hero är en sång skriven av Mariah Carey och Walter Afanasieff, och framförd av Mariah Carey på albumet Music Box 1993. Den släpptes som andra singel från albumet under fjärde kvartalet 1993, och blev en stor framgång i många länder.
Den blev Mariah Careys åttonde mest framgångsrika melodi i USA.

## Låtlistor
USA, CD-singel (kassettsingel/7"-singel)
1. "Hero" (albumversion)
2. "Everything Fades Away" (albumversion)

USA, CD-maxisingel
1. "Hero" (albumversion)
2. "Hero" (live)
3. "Everything Fades Away" (albumversion)
4. "Dreamlover" (Club Joint-mix)

Storbritannien, kassettsingel
1. "Hero" (albumversion)
2. "Hero" (live)
3. "Everything Fades Away" (albumversion)
4. "Dreamlover" (Club Joint-mix)

## Listplaceringar
| Lista (1993)                                   | Topplacering |
| ---------------------------------------------- | ------------ |
| USA Billboard Hot 100                          | 1            |
| USA Billboard Hot R&B/Hip-Hop Singles & Tracks | 5            |
| USA Billboard Top 40 Mainstream                | 1            |
| USA Billboard Rhythmic Top 40                  | 2            |
| USA Billboard Adult Contemporary               | 2            |
| USA ARC Weekly Top 40                          | 1            |
| Australiensiska ARIA-singellisgan              | 7            |
| Brasilianska singellisgan                      | 1            |
| Kanadensiska singellistan                      | 10           |
| Franska singellistan                           | 5            |
| Tyska singellistan                             | 58           |
| Israeliska singellistan                        | 7            |
| Norska singellistan                            | 2            |
| Filippinska Top Hits                           | 1            |
| Brittiska singellistan                         | 7            |